# Da Ding
Da Ding (kitajsko 大丁, pinjin Dà Dīng) ali Taj Ding (kitajsko 太丁, pinjin Tài Dīng) je bil najstarejši sin kralja Tanga. Podatki v primarnih virih so neskladni, zato morda sploh ni nasledil svojega očeta kot drugi kralj dinastije Šang. 

## Zapisi
V Zapisih Velikega zgodovinarja Sima Čjan omenja, da je umrl v zgodnji mladosti, ne da bi nasledil svojega očeta, kralja Tanga. Posmrtno so mu dali ime Taj Ding, prestol pa je prešel na njegovega mlajšega brata Bu Binga in pozneje na njegovega sina Da Džjaja.
Zapisi na orakeljskih kosteh, odkritih v Jinšuju, kažejo, da je bil drugi kralj dinastije Šang, posmrtno imenovan Da Ding (kitajsko 大丁), nasledila pa sta ga njegova sinova Da Džja (Taj Džja) in Bu Bing (Vaj Bing).
| Da Ding Dinastija Šang |                                        |                    |
| Vladarski nazivi       |                                        |                    |
| Predhodnik: Da Dži     | Kralj Kitajske 18. stoletje pr. n. št. | Naslednik: Da Džja |